# 韓式椪糖
韓式椪糖是一種用融化的糖和小蘇打製成的朝鮮半島糖果。

## 簡介
將一小撮小蘇打混入融化的糖中，小蘇打受熱分解釋放出二氧化碳，使液化的糖膨脹，冷卻硬化後變成鬆脆的糖果，通常將奶油色或米色的糖漿倒在平坦的表面上，弄平並用帶圖案的模具沖壓即可製成韓式椪糖。食客試圖在不破壞圖片的情況下沿著韓式椪糖上的輪廓或圖片修剪，如果在沒有破壞糖果的情況下成功完成修剪，消費者將獲得另一個免費的韓式椪糖。
現代韓國的咖啡館供應的飲料中包括表面浮有有韓式椪糖風味的咖啡奶油的冰茶和咖啡，一些咖啡館還使用韓式椪糖搭配烤餅等糕點。

## 歷史
韩式椪糖是1970年代和1980年代流行的街頭小吃，至今仍作為古早味食品食用。作为重要元素出现在2021年韩国Netflix原创剧《鱿鱼游戏》第二集中，剧集的成功让韓式椪糖在韩国的销量翻倍，也讓其在全球開始流行。